# Raatosaari (ö i Päijänne-Tavastland, Lahtis, lat 61,42, long 25,79)
Raatosaari är en ö i Finland. Den ligger i sjön Nuoramoisjärvi och i kommunen Sysmä i den ekonomiska regionen  Lahtis ekonomiska region  och landskapet Päijänne-Tavastland, i den södra delen av landet, 150 km norr om huvudstaden Helsingfors. Öns area är 0,2 hektar och dess största längd är 100 meter i nord-sydlig riktning.